# Aero Boero AB-95
Аэро Боэро AB-95 (исп. Aero Boero AB-95) — аргентинский лёгкий двухместный самолёт общего назначения. Разработан и выпускался предприятием Aero Boero с 1961 по 1969 года.

## Разработка и конструкция

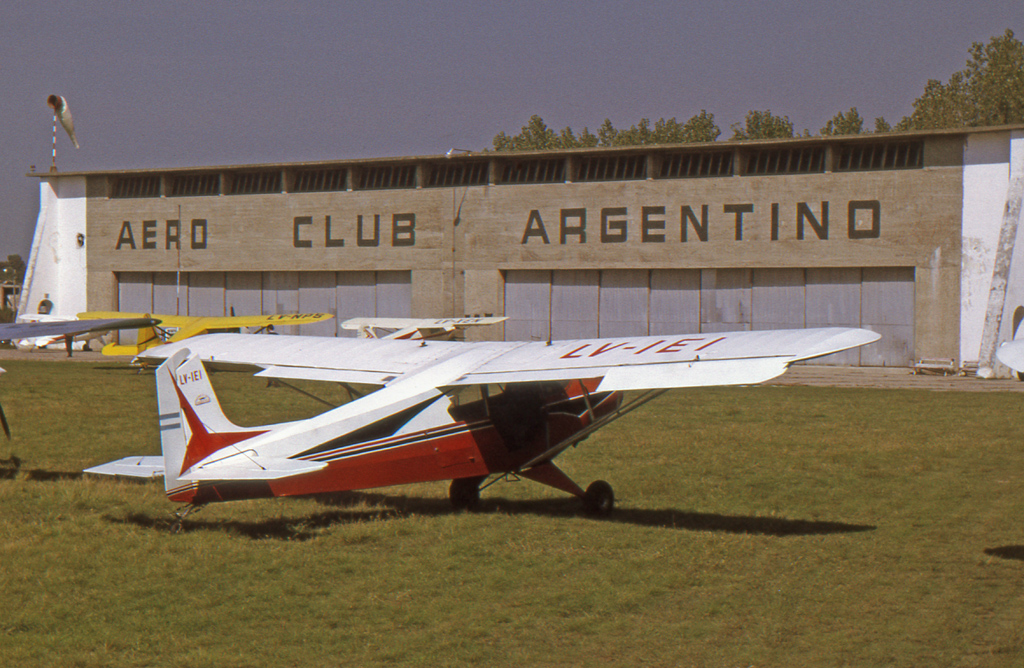
Aero Boero AB-95 выпуска 1961 г. на аэродроме в Сан-Хусто

Самолёт AB-95, разработанный в 1950-х годах, был развитием американского Piper J-3 Cub. AB-95 был выполнен по схеме моноплана с высоко расположенным крылом, закрытой кабиной и неубираемым шасси. Корпус самолёта выполнялся из металла. Двигатель Continental C-90-12F — поршневой, четырехцилиндровый, мощностью 95 л. с., расположен в носовой части самолёта.
Самолёт, получивший название AB-95, совершил первый полёт 12 марта 1959.

## Тактико-технические характеристики
Источник данных: 

Технические характеристики
- Экипаж: 1
- Пассажировместимость: 2
- Длина: 6,90 м
- Размах крыла: 10,42 м
- Высота: 2,19 м
- Площадь крыла: 16,36 м²
- Масса пустого: 422 кг
- Максимальная взлётная масса: 700 кг
- Силовая установка: 1 × Continental C90-8F
- Мощность двигателей: 1 × 95 л.с. (1 × 70 кВт)

Лётные характеристики
- Максимальная скорость: 205 км/ч
- Крейсерская скорость: 160 км/ч
- Скорость сваливания: 48 км/ч
- Практическая дальность: 959 км
- Практический потолок: 5200 м
- Скороподъёмность: 5,0 м/с